# Citroën Ami 6
La Ami 6 è un'autovettura di fascia medio-bassa prodotta dalla Casa automobilistica francese Citroën tra il 1961 e il 1969.

## Storia

### Genesi della vettura
Nel 1950 Pierre Bercot subentra alla presidenza della Citroën in seguito alla morte di Pierre-Jules Boulanger, al vertice della Casa del "double chevron" fin da metà anni trenta (e a sua volta successore del fondatore André Citroën).
Quando Bercot prese le redini dell'azienda, la gamma vetture era costituita da due soli modelli: da una parte la 2CV, lanciata da un paio di anni e che stava già riscuotendo un enorme successo, tanto da intasare letteralmente le liste di attesa della clientela. Dall'altra parte vi era invece la Traction Avant, molto più signorile ma che ormai stava accusando il peso degli anni, essendo nata nel 1934. D'altro canto il progetto VGD che avrebbe portato all'erede della Traction Avant, cioè alla DS, era già stato avviato. Quando mancava poco al lancio della DS, Bercot si accorse dell'enorme "buco" presente all'interno di questa gamma, che non comprendeva un modello di fascia media. A poco avrebbe giovato l'idea di proporre una versione semplificata della DS, idea poi concretizzatasi con il lancio della ID. Si trattava comunque di una vettura di fascia alta, sebbene più economica.
Occorreva quindi una vettura che sapesse inserirsi tra la 2CV e la gamma DS/ID. Per questo motivo, nel 1955, praticamente in concomitanza con il lancio della futuristica ammiraglia di Casa, Pierre Bercot espose la lista delle specifiche per un nuovo modello di fascia media: lunghezza intorno ai quattro metri, abitabilità da vettura superiore, bagagliaio capiente. Il progetto M (dove la lettera M stava per "milieu de gamme", che in francese significa "di metà gamma", o meglio ancora "di fascia media"), affidato al direttore dell'Ufficio Studi, Jean Cadiou, venne poi smistato da quest'ultimo nei vari reparti (meccanica, design, ecc).
La parte stilistica viene affidata al genio di Flaminio Bertoni, un talentuoso e geniale visionario già autore delle linee di tutte le Citroën prodotte dalla prima metà degli anni trenta in poi. Di primo acchito, Bertoni pensò a un corpo vettura a due volumi con portellone, quasi una follia a metà anni cinquanta, visto che tale tipologia di vetture avrebbe appena cominciato a prendere piede solo 15 anni dopo. E infatti Pierre Bercot bocciò l'idea di Bertoni perché secondo il vertice Citroën avrebbe dato luogo a una vettura troppo somigliante a un mezzo commerciale, una categoria non proprio amata da Bercot, che invece impose un corpo vettura a tre volumi.
Bertoni si rimise al lavoro dando campo libero al suo estro creativo, ma senza riuscire a trovare una soluzione veramente efficace e che sapesse sposare adeguatamente tutte le specifiche imposte da Bercot. Provò quindi a trarre ispirazione osservando alcune concept car d'oltreoceano e da lì arrivò la scintilla che fece scattare il colpo di genio in Bertoni: osservata la concept Packard Balboa, il designer di origine lombarda provò a disegnare una vettura a 3 volumi con montante posteriore rovesciato ed ecco la soluzione. I passeggeri posteriori avrebbero avuto spazio adeguato per le loro teste, senza rischiare di urtare il lunotto, e nel contempo il particolare andamento del montante posteriore avrebbe permesso di ottenere un baule dalla volumetria generosa.

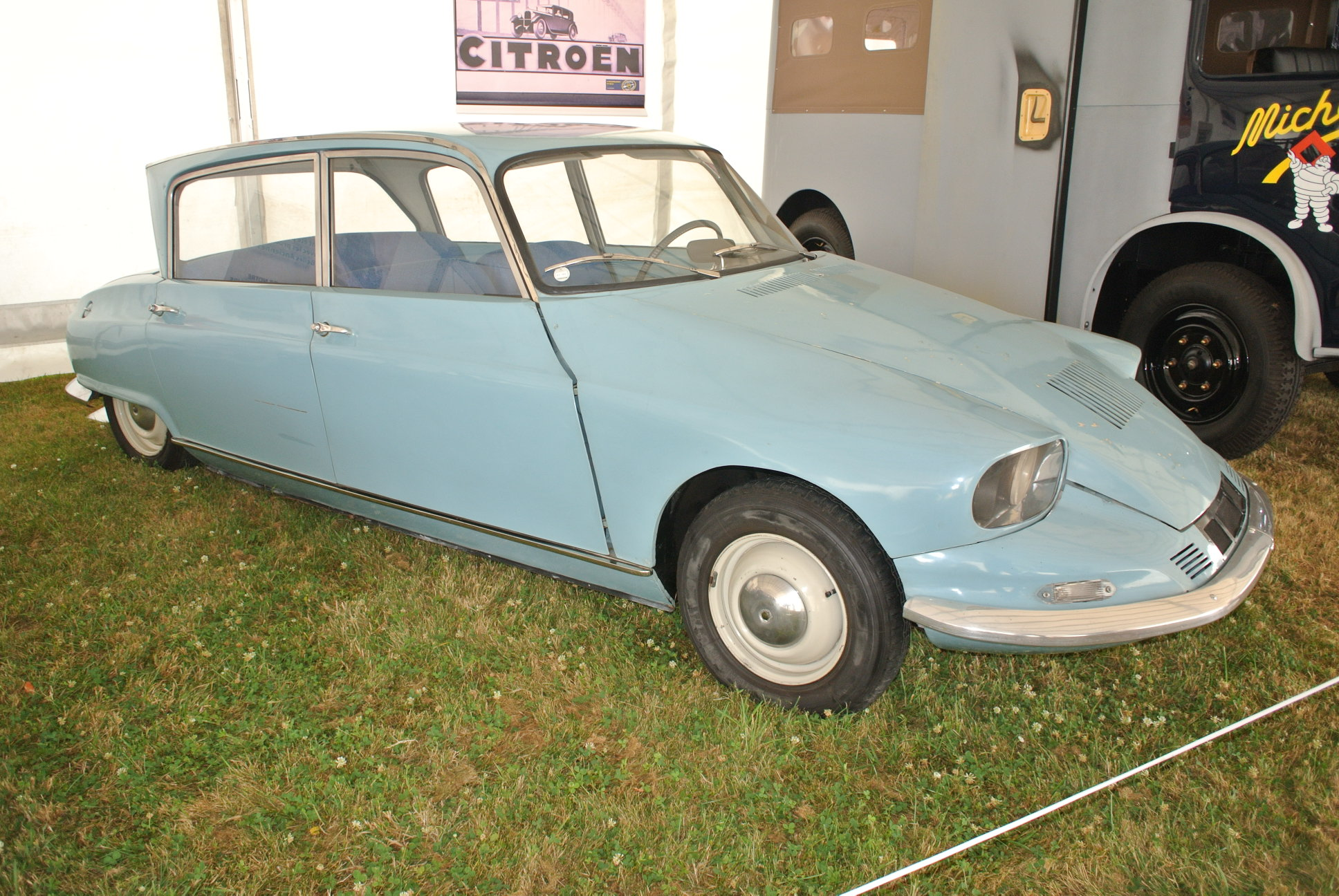
Il prototipo C60 del 1960, ancora con un frontale in stile Citroën DS

I primi disegni recanti il famoso montante rovesciato risalirono al 25 gennaio 1956: un anno dopo arrivò alla Citroën anche Henri Dargent, voluto proprio da Bertoni e il quale aiuterà il designer e artista italiano a ultimare le linee della futura "media" di Casa Citroën. I modellini di quel periodo erano caratterizzati da una coda dotata di montante rovesciato, una soluzione che nel 1958 venne del tutto congelata come definitiva. Per contro, il frontale era ancora assai spiovente, in puro stile DS/ID, ma proponeva come novità dei doppi fari carenati, una soluzione che in seguito verrà abbandonata per poi essere riproposta in occasione del restyling della DS.
Nel frattempo, con l'entrata della Citroën nel capitale della Panhard, si cercò di dare alla vettura una collocazione ancor più precisa: poiché le Panhard e le Citroën avrebbero avuto da quel momento in avanti una rete commerciale comune, si decise che la futura Panhard che avrebbe preso il posto della Dyna Z (ossia la PL17) avrebbe occupato una fascia di mercato superiore a quello della Citroën in fase di studio, la quale quindi avrebbe rappresentato il segmento di mercato medio-basso. Per questo motivo, Pierre Bercot impose che per ragioni di costo il motore e tutta la base meccanica sarebbero state derivate dalla 2CV.
Tale decisione piombò come un macigno su Bertoni, perché tale motore, con il suo filtro aria a forma di fungo e sporgente verso l'alto, avrebbe reso impossibile l'utilizzo del cofano spiovente da tempo proposto sui modellini realizzati da Dargent e da Bertoni stesso. Questi, dal canto suo, cercò di persuadere Bercot a desistere dal voler impiegare il noto bicilindrico, ma il vertice Citroën non accettò, per cui Bertoni si vide costretto a ridisegnare di corsa il frontale, andando a ribassare in maniera drastica solo la parte centrale di muso e cofano, giungendo così al disegno quasi definitivo del modellino.

Vi furono ancora nuovi intoppi, come quello occorso in fase di omologazione del veicolo: gli ingegneri incaricati di esaminare la vettura e dare l'assenso alla sua omologazione la bocciarono ritenendo insufficiente l'altezza del fascio luminoso dei proiettori. Si tornò nello studio di design, dove Flaminio Bertoni dovette alzare l'alloggiamento dei fari anteriori per consentire un'altezza adeguata al fascio di luce. Il risultato fu quello di accentuare la pronunciata concavità presente nel frontale, a tal punto che Bertoni si lasciò scappare un commento: 
 In realtà, neppure un genio così fuori dalle righe come Bertoni ha mai realmente apprezzato le soluzioni stilistiche che è stato costretto ad applicare sulla vettura, e neppure la parte posteriore con il montante rovesciato lo ha mai entusiasmato più di tanto, ma si trattava delle uniche soluzioni possibili per soddisfare le specifiche imposte. Oltretutto, Bertoni lavorò in quel periodo al disegno della futura Panhard 24 BT, la quale avrebbe assunto proprio l'aspetto che Bertoni aveva auspicato dal progetto M. che nel frattempo aveva cambiato denominazione in progetto AM, dove la A iniziale sottolineava la parentela meccanica della nuova vettura con la più modesta 2CV, il cui codice iniziale di progetto era proprio A. Da AM ad Ami il passo fu breve: tale denominazione, che tra l'altro in francese significa "amico", risultava più calorosa rispetto a una fredda sigla di progetto e fu accettata come denominazione commerciale cui si sarebbe aggiunto un 6 per sottolineare la cilindrata del motore, portata a 602 cm³.
I primi esemplari di preserie vennero prodotti a partire dal luglio 1960 nel nuovissimo stabilimento di Rennes-La Janais, fatto costruire da Bercot appositamente per la Ami 6 e ultimato solo il mese prima. In realtà, tale stabilimento produceva inizialmente solo i lamierati che sarebbero stati invece assemblati in un altro sito. Per quanto riguarda la verniciatura, tale operazione sarebbe stata effettuata nello stabilimento Panhard di Porte d'Ivry, a Parigi.

### Debutto

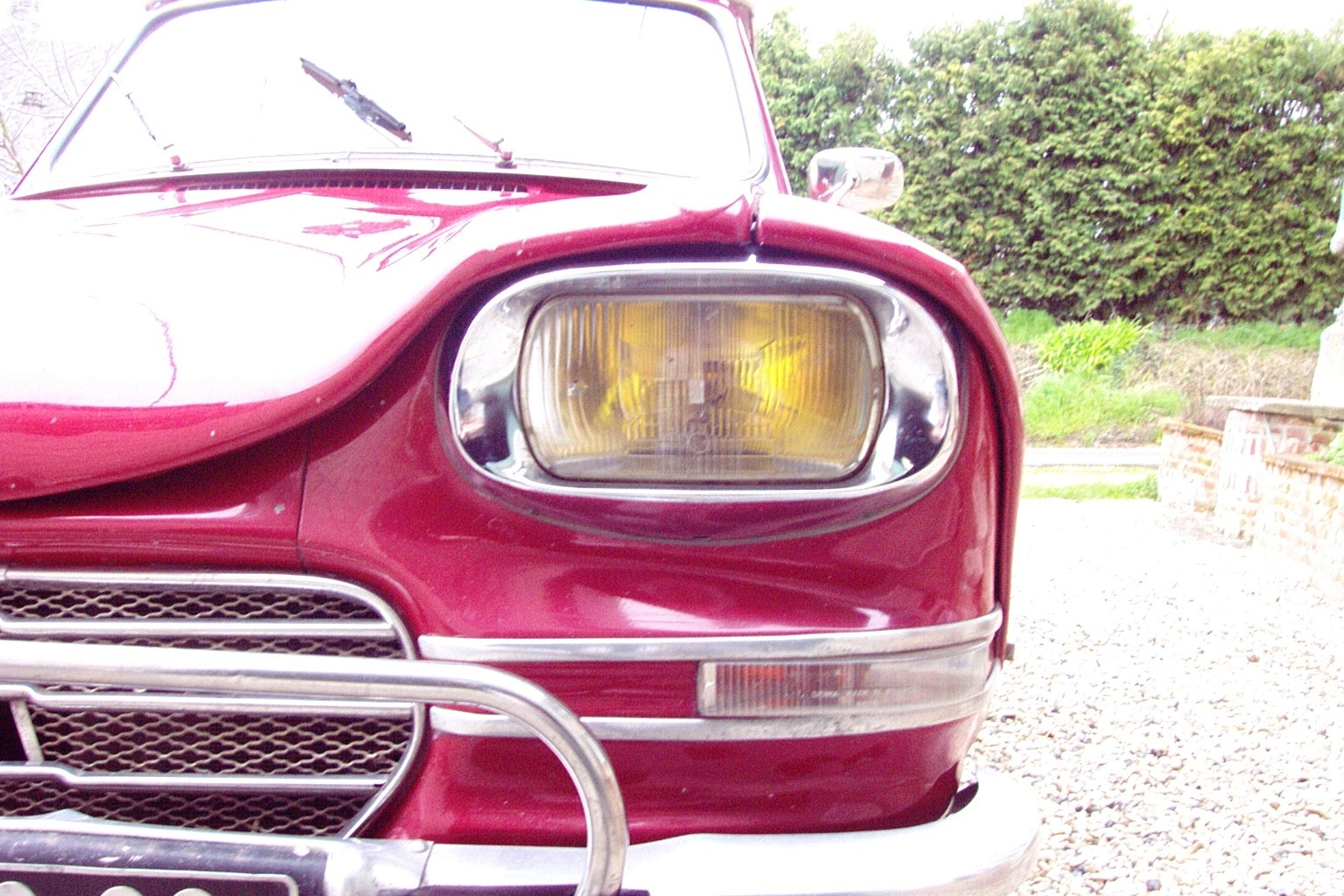
La Ami 6 montava grandi gruppi ottici anteriori forniti dalla Cibié

Alcuni di questi primi esemplari di Ami 6, ancora non definitivi, vennero utilizzati per le foto di anteprima da inviare alla stampa. Siamo a questo punto nel marzo del 1961. L'ufficio stampa descrisse la vettura nel seguente modo: 
La presentazione ufficiale della Ami 6 avvenne lunedì 24 aprile 1961 simultaneamente nelle città di Parigi, Bruxelles, Amsterdam, Colonia, Milano, Ginevra e presso l'aeroporto militare di Villacoublay, nei pressi di Versailles. La reazione della stampa di fronte a una vettura dallo stile così singolare fu di sincera perplessità: in molti storsero il naso, specialmente osservando il frontale e affermando quindi che la vettura sembrava incidentata o addirittura che un elefante si fosse seduto sul cofano motore.
Meno perplessità suscitò il particolare profilo del padiglione, il cui montante rovesciato disegnava una linea a Z, mentre vi furono consensi unanimi sul fronte dell'abitabilità interna. Molte delle foto scattate alla vettura si avvalsero anche della partecipazione di modelle scelte appositamente per rendere più accattivanti le immagini da distribuire al pubblico all'interno dei dépliant. Inoltre, la Ami 6 fu considerata fin dall'inizio un'auto per un pubblico prevalentemente femminile, e anche questo aspetto fu il motivo per cui vennero scelte delle donne per le foto della Ami 6, foto che tra l'altro venivano scattate in ambientazioni prettamente femminili, come le gioiellerie più esclusive di Parigi, ad esempio.
Della vettura, la stampa elogiò infine la tenuta di strada, la stabilità e la relativa brillantezza anche con tre persone a bordo, mentre vennero ritenuti migliorabili alcuni aspetti come l'aerazione dell'abitacolo, la scarsa visibilità consentita dal retrovisore interno e l'eccessivo diametro di svolta.

#### L'ultima fatica di Bertoni

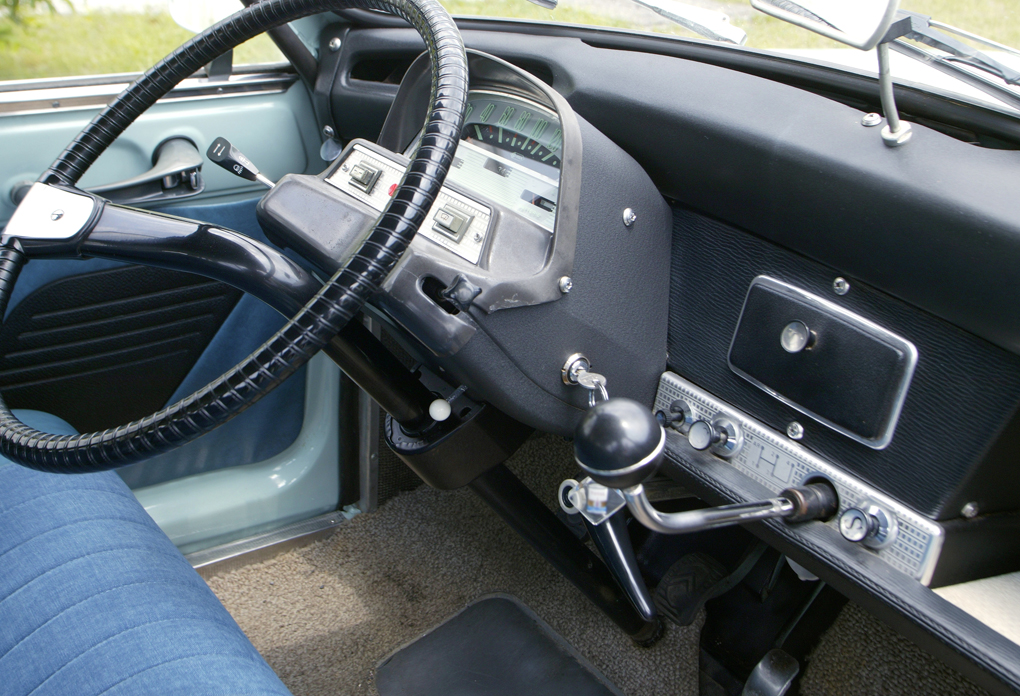
Il posto guida di una Ami 6

Si è già parlato delle originali soluzioni adottate da Flaminio Bertoni per realizzare la Ami 6, soluzioni dettate però da esigenze di carattere tecnico. Osservando il frontale spiccano subito i grandi fari forniti dalla Cibié, che saranno uno degli innumerevoli segni distintivi della Ami 6.
Spicca inoltre tra i due fari l'enorme concavità sopra il cofano, dettata dall'esigenza di poter contenere all'interno del vano motore il bicilindrico raffreddato ad aria che è dotato di un grosso filtro aria a forma di fungo, il quale provoca un notevole ingombro in altezza. Per questo motivo, Bertoni dovette rialzare la parte posteriore dello sportello del cofano, lasciando invece ribassata la parte anteriore e dando così luogo alla pronunciata concavità che caratterizza la parte anteriore della vettura. Tra l'altro questa concavità ha la caratteristica di avere un taglio quasi simmetrico al contorno della parte superiore della calandra sottostante, quest'ultima di forma ovale, per cui riesce a essere praticamente a tono con il resto del frontale. La calandra è attraversata orizzontalmente da due barre cromate in acciaio che alle loro estremità alloggiano gli indicatori di direzione, mentre verticalmente è tagliata da due listelli in posizione quasi verticale, ognuno simmetrico rispetto all'altro, e che vanno a formare un perimetro trapezoidale.
Osservando la vettura di profilo si notano altre curiose particolarità, come ad esempio il parafango anteriore, delimitato anteriormente da una linea obliqua che parte raccordandosi sul lato superiore dei fari e termina in basso all'inizio dell'arco passaruota. Sempre il parafango anteriore reca posteriormente una zigrinatura, la quale introduce alla concavità che si estende sulle portiere spegnendosi sulla parte posteriore.
Ma la caratteristica più evidente della vista laterale è ovviamente il montante posteriore rovesciato, un elemento stilistico dettato dal fatto di dover coniugare dimensioni compatte, abitacolo comodo per quattro posti e bagagliaio capiente. Tale soluzione, che in molti hanno ritenuto ripresa dalla Ford Anglia, ha in realtà tratto ispirazione da alcune concept car americane dell'epoca. Bertoni non si è mai rifatto alla vettura inglese, ma certo è che la Ami 6 è riuscita a abbinare tale soluzione a una carrozzeria a 4 porte, mentre la Anglia si è dovuta accontentare solo di due.
La parte posteriore è caratterizzata dai piccoli fari di forma tonda e dal lunotto inclinato all'indietro, conseguentemente al rovesciamento dei montanti posteriori. Una caratteristica del lunotto invertito sta nel fatto che in caso di pioggia non si sporca, o comunque si sporca in misura limitata.

L'abitacolo offre spazio a volontà per quattro persone e risulta assai confortevole, anche perché in fase di realizzazione è stato effettuato un buon lavoro di insonorizzazione per limitare l'intrusione del caratteristico rumore del bicilindrico Citroën.
Tipico delle Citroën di quegli anni è il volante monorazza, ma anche la leva del cambio a forma di manico d'ombrello e posizionata sulla plancia, il che permetteva di ottenere spazio in più per il conducente e il passeggero anteriore, che infatti disponevano di un vero e proprio divanetto. Il cruscotto è a forma di mezzaluna e sotto di esso trovano posto l'indicatore del livello carburante e il voltmetro della batteria. Dalla sorella maggiore, la ID, vengono riprese le maniglie dei pannelli porta.
Alcuni appunti derivano da soluzioni troppo spartane, come i finestrini posteriori fissi o il divanetto anteriore anch'esso fisso. Il bagagliaio è stato reso capiente, oltre che dal particolare taglio dei montanti posteriori, anche dal posizionamento della ruota di scorta sotto il cofano motore. L'aspetto negativo sta nella scarsa praticità della maniglia di apertura, situata nella parte posteriore dell'abitacolo.

#### Struttura, meccanica e motore
La Ami 6 riprende quasi per intero la meccanica della 2CV: da quest'ultima provengono il telaio a pianale su cui la carrozzeria viene posta in acciaio, tranne il tetto che invece è stato realizzato in plastica. Dalla 2CV proviene l'intero comparto delle sospensioni, sempre a ruote indipendenti e che conservano l'originale architettura a bracci oscillanti, molle elicoidali e ammortizzatori idraulici a frizione e a inerzia. Presenti anche i due molloni orizzontali di compensazione. 
L'impianto frenante prevedeva quattro tamburi, mentre lo sterzo era a cremagliera. La Ami 6 condivideva con la sua "sorella minore" anche il propulsore bicilindrico raffreddato ad aria, ma con cilindrata è portata a 602 cm³, mentre la potenza massima è cresciuta a 21.5 CV SAE, sufficienti per spingere la Ami 6 a una velocità massima di 105 km/h.
La Ami 6 era equipaggiata con un cambio manuale a 4 marce, interfacciato con il motore mediante una frizione monodisco a secco.

### Evoluzione

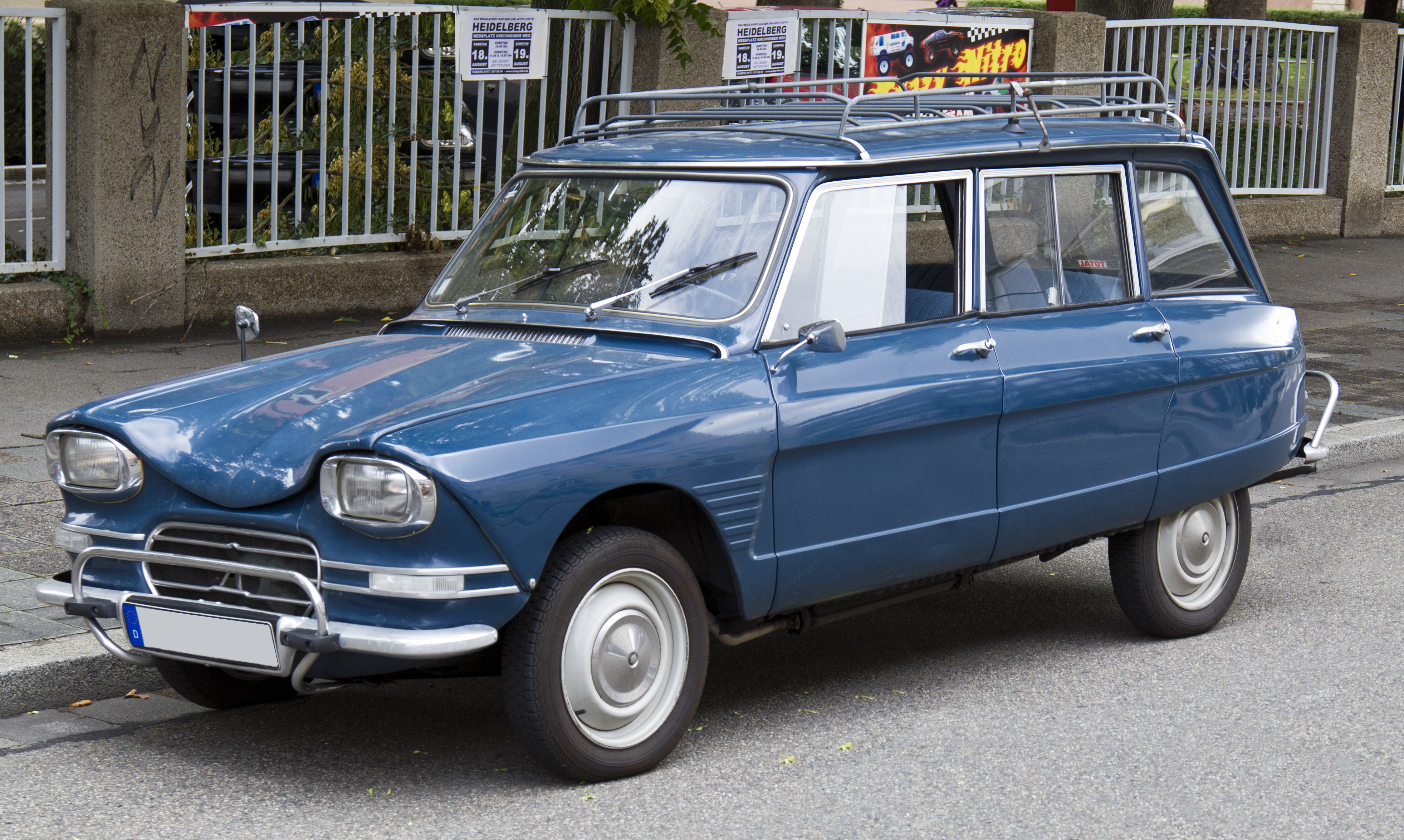
Una Ami 6 Break, modello che ha esordito nel 1964

Nell'ottobre del 1961 la Ami 6 partecipò al suo primo Salone dell'automobile, quello di Parigi. Venne esposto il modello previsto per l'anno seguente, che montava finestrini posteriori scorrevoli, una vera serratura esterna per il bagagliaio e lamierati della carrozzeria più spessi. Contemporaneamente vi furono alcune migliorie meccaniche di dettaglio (filtro aria, carburatore, ecc).

Nel settembre del 1962, il divanetto anteriore divenne regolabile longitudinalmente, mentre la gamma si sdoppiò in due livelli di allestimento, denominati Tourisme (più spartano) e Confort (più completo).
La versione Confort era in pratica la stessa del debutto, mentre la Tourisme era una versione spogliata di inserti cromati, sprovvista di panchetta anteriore regolabile e senza copriruota e senza elemento tubolare sul paraurti anteriore. Essa incontrerà tuttavia uno scarso successo e il pubblico le preferirà sempre la versione Confort. La Ami 6, nel frattempo riscosse un buon successo presso il pubblico francese (molto meno presso quello italiano), ma i numeri di vendita sperati non vennero raggiunti: ciò perché, stando ai resoconti dei punti vendita, la gente sperava nell'arrivo di una versione giardinetta, versione che invece era da sempre disdegnata da parte di Pierre Bercot.

Tale coscienza prese rapidamente piede anche presso il direttivo Citroën, il quale cominciò a premere su Bercot affinché acconsentisse alla realizzazione di una versione dotata di maggior spazio per il bagagliaio. Flaminio Bertoni, dal canto suo, cominciò a sorridere perché aveva già prospettato in passato la possibilità di una derivata del genere. Bercot accettò con stizza dichiarando: 
In effetti, durante lo studio e lo sviluppo di quella che sarebbe stata la versione Break, i progettisti videro la possibilità di diversificare tale versione anche in una variante Familiare (con due strapuntini supplementari) e in una variante Commerciale (senza posti posteriori ma con un grande vano di carico per le merci). Siamo a questo punto nel 1963: mentre lo sviluppo della Break procedeva a pieno ritmo, la berlina ricevette altri aggiornamenti, al motore (distribuzione, diametro valvole) e al telaio, dove comparvero nuovi ammortizzatori idraulici telescopici in luogo dei precedenti ammortizzatori a frizione e dove, un mese dopo, il retrotreno venne leggermente modificato.
Nel settembre 1963 il motore venne portato da 21.5 a 25.5 CV SAE di potenza massima, mentre divenne possibile ottenere a richiesta il cambio a frizione centrifuga. Inoltre, divenne possibile aprire il vano motore anche dall'abitacolo, mediante un tirante. Alla fine dello stesso anno comparvero le cinture di sicurezza nella lista optional, mentre venne modificato il pedale del freno.
Nell'agosto del 1964 vide finalmente la luce la Ami 6 Break, presentata poi al grande pubblico due mesi dopo al Salone di Parigi. Ma Flaminio Bertoni, purtroppo, non riuscì a vedere la nascita della Break: era morto infatti già sei mesi prima, nel febbraio 1964, in seguito a un ictus.
La Break venne proposta in tre versioni: la Break normale a 4 posti, la Break a 5 posti e la Commerciale. Quest'ultima, privata della panchetta posteriore, riusciva a raggiungere una capacità di carico pari a 1.5 metri cubi, con una portata massima di 300 kg (passeggeri esclusi) grazie al rinforzo del retrotreno. Le Break per trasporto di persone, invece, si fermavano a 250 kg di portata massima.
Il motore era il medesimo della berlina, ma le prestazioni subirono un calo, fermandosi a 110 km/h per la Break 4 posti e a 107 km/h per le altre due varianti.

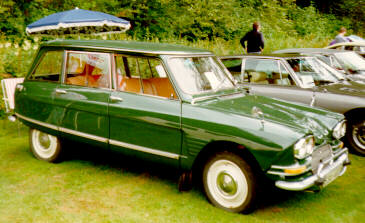
Le due versioni Club: dapprima esordì la versione Break...

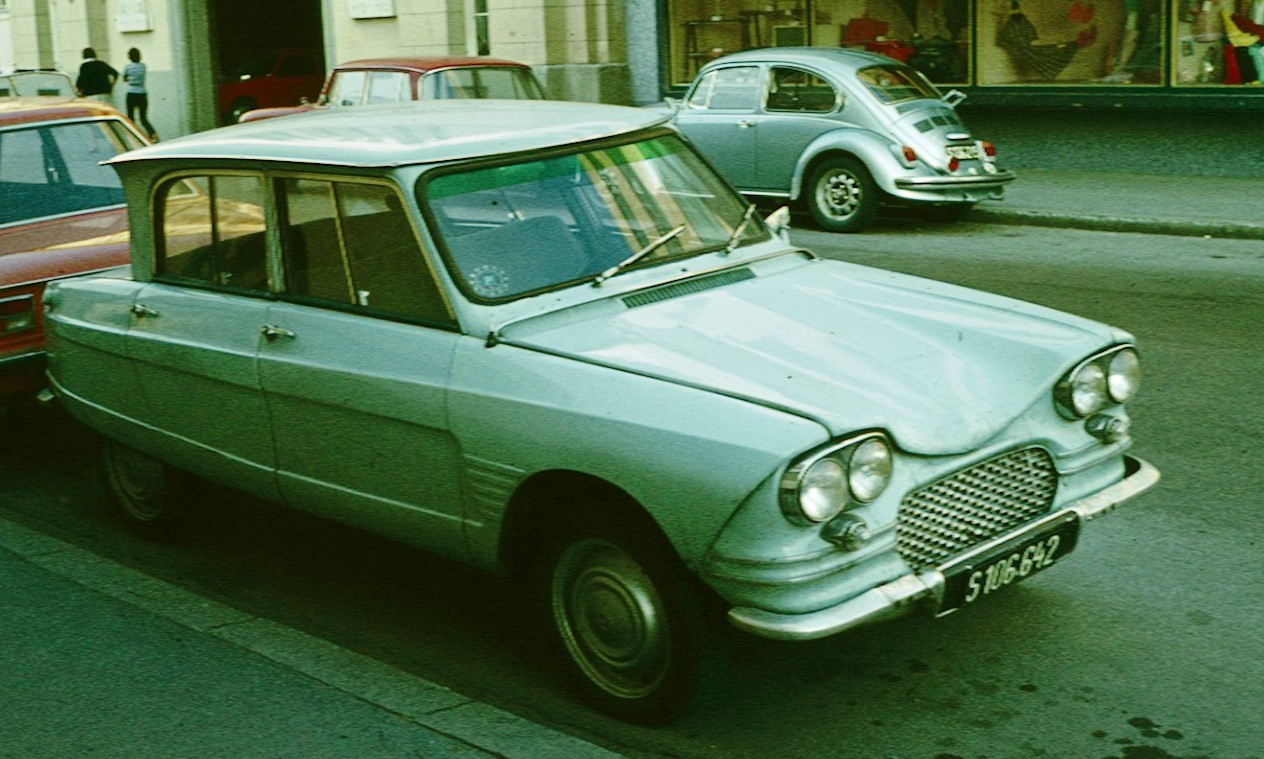
... e l'anno dopo, per pochi mesi, fu introdotta anche la versione berlina.

Nel 1965 vi furono pochi aggiornamenti, limitati a rivestimenti interni e a pochissimi dettagli esterni, tra cui i catadiottri posteriori spostati alle estremità dei parafanghi.
Alla fine di quell'anno, la Ami 6 poté fregiarsi del titolo di auto più venduta in Francia, lasciandosi alle spalle (ma solo per quell'anno) due indiscussi mostri sacri come la Renault 4 e la "sorellina" 2CV. In quel periodo, anche la Casa del "double chevron" balzò in testa alla classifica dei costruttori francesi.
Nel maggio 1966 l'impianto elettrico passò da 6 a 12 volt, il che portò anche all'arrivo di un nuovo motorino di avviamento. A settembre tale modifica venne estesa anche alla Break, mentre venne leggermente ridisegnata la calandra, ora a tre barre cromate orizzontali, e nell'abitacolo vi fu l'arrivo di una nuova plancia e tra gli optional comparve un impianto di riscaldamento.
Un anno dopo, la potenza massima del bicilindrico fu portata a 27.5 CV, mentre sulla berlina comparvero nuovi fari posteriori con plastica in un sol pezzo, simili a quelli della 2CV, quindi più grandi e più visibili da lontano. Per quanto riguarda la berlina, fu possibile averla anche con tetto apribile, mentre la Break fu proposta anche con allestimento Club, più lussuoso e comprendente copricerchi specifici, paraurti con elementi tubolari di protezione e nuovi fari sdoppiati e tondi. Tali fari erano in realtà quelli destinati alle Ami 6 da commercializzare negli USA. Dati i deludenti numeri di vendita ottenuti oltreoceano, si decise di smaltire le scorte di fari sdoppiati (imposti dal mercato statunitense) proponendoli in un allestimento speciale della Ami 6 europea. Internamente la Break Club disponeva di sedili anteriori singoli e regolabili anche in inclinazione e rivestimenti specifici.
Nel gennaio 1968 anche le versioni Break poterono usufruire dei nuovi fari posteriori montati l'anno precedente sulla berlina. Due mesi dopo comparve la Break Service, ossia una nuova versione per trasporto merci, disponibile con finestrini posteriori oppure con lamiere. Tale versione venne perfezionata rispetto alla precedente Commerciale e poté ora vantare una portata massima di 350 kg.
Nel mese di maggio dello stesso anno, l'intera gamma vide una sostanziosa cura vitaminica per il motore, passato da 27,5 a 35 CV SAE, permettendo così prestazioni più brillanti.
Verso la fine del 1968, a ottobre, venne introdotta la Ami 6 Club berlina, che beneficiò di tutte le migliorie fino a quel momento riservate solo alla Break Club, compresi i fari circolari sdoppiati, compreso l'allestimento interno particolarmente completo per l'epoca e per il genere di vettura. Apparve anche un pacchetto supplementare denominato Targa e comprendente sedili in skai e pannelli porta coordinati con i sedili.
Furono gli ultimi aggiornamenti apportati alla gamma Ami 6: essa verrà tolta di produzione nel marzo del 1969, per lasciare il posto alla sua erede, la Ami 8. In tutto sono stati costruiti 1.039.384 esemplari di Ami 6, di cui 555.398 in versione Break. Nella storia dell'automobile si trattò del primo caso in cui una giardinetta superò la corrispondente versione berlina come numeri di vendita. Trent'anni dopo, molti modelli di costruttori generalisti avrebbero rappresentato la regola da quel punto di vista.

#### Riepilogo caratteristiche
Di seguito vengono riepilogate le caratteristiche relative alle varie versioni dell'Ami 6. I prezzi riportati sono in franchi francesi e si riferiscono al momento del debutto nel mercato transalpino e al livello di allestimento meno costoso. La più accessoriata versione Confort costava circa 100 franchi in più dei prezzi indicati.
| Citroën Ami 6 |             |                    |        |                |                    |               |                    |              |                    |                    |                           |
| Modello | Carrozzeria | Codice modello     | Motore | Cilindrata cm³ | Potenza CV SAE/rpm | Coppia Nm/rpm | Massa a vuoto (kg) | Velocità max | Consumo (l/100 km) | Anni di produzione | Prezzo al debutto (in FF) |
| Ami 6 | berlina     | AM                 | M4     | 602            | 21.5/4500          | 39.5/3500     | 640                | 105          | 6.5                | 04/1961-09/1963    | 6.550                     |
| Ami 6 | berlina     | AM                 | M4     | 602            | 25.5/4750          | 40.2/3000     | 660                | 112          | 6.3                | 09/1963-09/1966    | 6.540                     |
| Ami 6 | berlina     | AM                 | M4     | 602            | 27.5/4750          | 43.4/3500     | 660                | 114          | -                  | 09/1966-09/1967    | -                         |
| Ami 6 | berlina     | AM                 | M4     | 602            | 28/5400            | 43.4/3500     | 660                | 115          | -                  | 09/1967-03/1968    | 7.078                     |
| Ami 6 | berlina     | AM21               | M28    | 602            | 35/5750            | 46.5/3500     | 670                | 120          | 6.3                | 03/1968-03/1969    | -                         |
| Ami 6 Break | giardinetta | AMB1 AMF3 AMC4     | M4     | 602            | 25.5/4750          | 40.2/3000     | 690                | 110          | 6.5                | 10/1964-09/1966    | 7.140                     |
| Ami 6 Break | giardinetta | AMB1 AMF3 AMC4     | M4     | 602            | 27.5/4750          | 43.4/3500     | -                  | 112          | -                  | 09/1966-09/1967    | -                         |
| Ami 6 Break | giardinetta | AMB1 AMF3 AMC4     | M4     | 602            | 28/5400            | 43.4/3500     | -                  | 112          | -                  | 09/1967-03/1968    | 7.434                     |
| Ami 6 Break | giardinetta | AMB25/AMF26/ AMC27 | M28    | 602            | 35/5750            | 46.5/3500     | 700                | 116          | 6.5                | 03/1968-03/1969    | -                         |
| Note: 1Il codice del modello era AM2PA per la sola versione Club con carrozzeria berlina 2AMB:Break a 4 posti. Va inoltre tenuto presente che la versione Break Club, in commercio dal 1967, recava il codice AMB2PA 3AMF: Break a 5 posti o Familiale 4AMC: Break Commerciale 5AMB2:Break a 4 posti 6AMF2: Break a 5 posti o Familiale 7AMC2: Break Service |             |                    |        |                |                    |               |                    |              |                    |                    |                           |